# Bien duradero

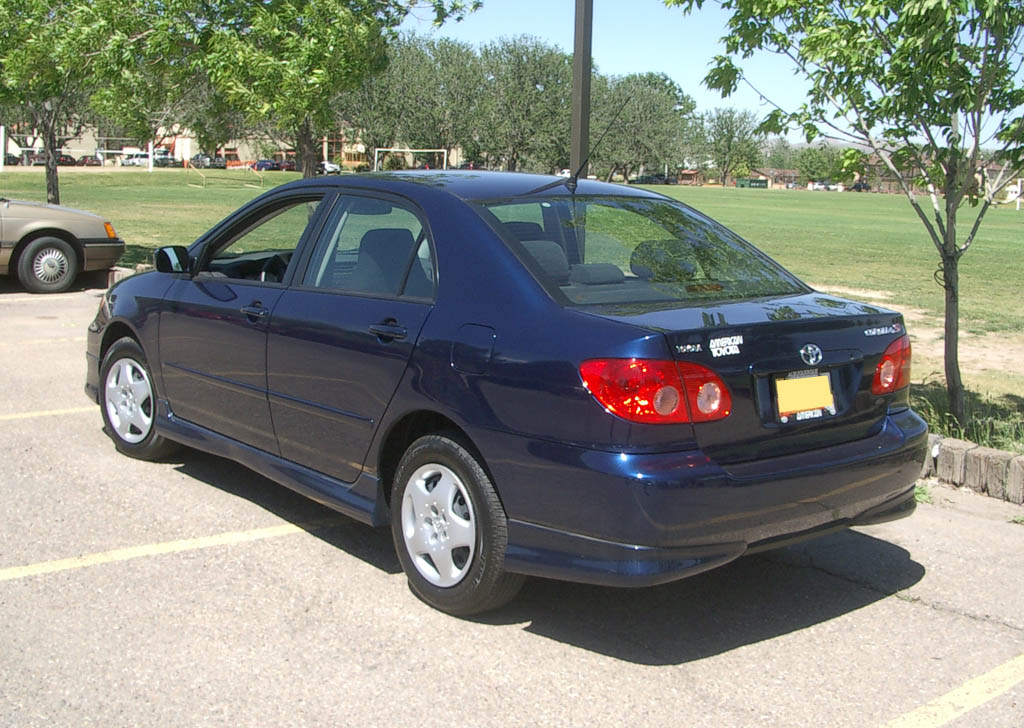
Un auto es un bien duradero. La gasolina que le da energía es un bien no duradero.

En teoría económica, un bien duradero se define como aquel producto (o servicio) que una vez adquirido puede ser utilizado un gran número de veces a lo largo del tiempo. Los bienes duraderos son aquellos bienes reutilizables y que, aunque pueden acabar gastándose, no se consumen rápidamente como los bienes no duraderos.
Se sostiene que los bienes duraderos son los que rinden al consumidor un flujo de servicio durante un tiempo relativamente largo, ejemplo de ello lo constituyen los automóviles, los muebles, las viviendas, etc.
No es necesario que un bien duradero sea de lujo, por ejemplo un sillón es un bien duradero.
Por su parte, los bienes no duraderos se agotan o se consumen completamente en el acto de satisfacer una necesidad, tal es el caso de los alimentos, el agua o la electricidad. Cabe destacar, que una de las características fundamentales de los bienes duraderos, es que se compran hoy, mientras que el flujo de sus servicios se extiende a lo largo del tiempo y que los beneficios que rinden en un período, son proporcionales al número de unidades que se retiran del inventario, características que lo asemejan con la inversión en capital productivo y es definido como un bien que es consumido inmediatamente, con un uso o un tiempo de vida menor de 3 años.

## Otros puntos de vista
Se sostiene que los bienes duraderos son los que rinden al consumidor un flujo de servicio durante un tiempo relativamente largo, ejemplo de ello lo constituyen los automóviles, los muebles, las viviendas, etc. (Castro, 1983).
Por su parte, los bienes no duraderos se agotan o se consumen completamente en el acto de satisfacer una necesidad, tal es el caso de los alimentos, el agua o la electricidad. Cabe destacar, que una de las características fundamentales de los bienes duraderos, es que se compran hoy, mientras que el flujo de sus servicios se extiende a lo largo del tiempo y que los beneficios que rinden en un período, son proporcionales al número de unidades que se retiran del inventario, características que lo asemejan con la inversión en capital productivo (Diewert, 1974; Castro, 1983).
En otras palabras, los bienes de consumo duradero rinden utilidad a los consumidores en la forma de flujo de servicios, que continúan hasta que el producto se haya depreciado completamente (Juster y Watchel, 1972).
La compra de un bien durable por un consumidor, es una decisión de compra el cual genera de beneficios por un determinado período de tiempo. Por consiguiente, la decisión depende de la preferencia por el tiempo del consumidor (McNelis y Nickelsburg, 2001).
Las personas no compran bienes para tenerlos alrededor, ya que, una de las características de los agentes económicos, reside en el hecho de que los mismos adquieren bienes, con la finalidad de satisfacer una determinada necesidad y obtener la satisfacción o utilidad que estos les reportarán y los bienes durables rinden utilidad por muchos años. La característica más importante que tienen los automóviles y otras mercancías durables es precisamente su durabilidad. En consecuencia, la compra de este tipo de bienes puede proporcionar un servicio entre 5 y 15 años más allá de la fecha de adquisición (ver e.g. Senate Subcommittee on Antitrust and Monopoly, 1956).
Como resultado de ello, el inventario de bienes durables juega un papel importante en la determinación de la demanda, a diferencia de los bienes perecederos donde el rol del inventario es insignificante. De hecho, Castro (1983, p. 78) refuerza esta idea al expresar que:
“no existe paralelismo completo entre la compra de bienes duraderos (como los automóviles) y el producto nacional… influyen numerosas variables; sobre todo, el volumen de automóviles ya existentes, porque las nuevas compras son, en parte, reposición de un stock que envejece, y, en parte también, adiciones a ese stock.”
Sin embargo, Juster y Watchel (1972) sostienen que el análisis de demanda del consumidor se centra en el “valor deseado” del inventario del bien en cuestión, nivel al que se ajustan gradualmente, es decir, mientras los agentes económicos no alcancen el inventario de equilibrio, los mismos tratarán de llegar a dicho nivel, aunque no lo hagan de un período a otro, debido en gran parte a que estos resultan ser muy costosos.
Por su parte, Stone y Rowe (1957) plantean que los consumidores tienen una función de inversión diseñada para reducir y bajo condiciones estables, finalmente cerrar el diferencial entre el inventario actual y el inventario de equilibrio del bien durable en cuestión, por lo que existe una variable de ajuste al nivel de equilibrio, lo que implica que el ajuste no es instantáneo, sino que sólo se produce una proporción durante un período.
En concordancia con esto, se puede interpretar lo siguiente: las expectativas de compra del consumidor son la estimación subjetiva del diferencial existente entre el inventario real y el nivel deseado (ver e.g. Juster y Watchel, 1972).
Por lo cual, las expectativas que tienen los consumidores hacia el futuro rigen sus decisiones de consumo presente o actuales y éstas dependen del cuerpo de información conocido por este al momento de su compra (ver e.g. Muth, 1961).
Ahora bien, la base de conocimientos que poseen los consumidores sobre los bienes durables debe estar actualizada, debido al hecho de que las compras de este tipo de bienes no son frecuentes. En efecto, se sostiene que la información que manejan va quedando obsoleta a medida que transcurre el tiempo y deben dedicar recursos para actualizarse con relación al producto en cuestión, incluyendo información sobre su durabilidad. Asunto que no ocurre con los bienes perecederos, que por el contrario, la compra frecuente proporciona una base para adquirir y mantener información sobre la calidad y de los precios del producto, por lo que los errores de percepción son de corta duración y se corrigen fácilmente (ver e.g. Parks, 1974; McCarthy, 1996).
Estos costos de búsqueda y de información no son más que costos transaccionales y existe cierta evidencia que estos son significativos cuando se compran o se revenden los bienes durables. De hecho, se ha demostrado que la durabilidad del activo es una función positiva de los costos de transacción. Estos últimos se pueden ver como una clase de impuesto sobre los servicios del bien, así, un aumento de los costos de transacción aumenta el precio del servicio según lo considerado por el consumidor y este disminuye la cantidad de servicios exigidos, ya que, el aumento en durabilidad compensa sólo parcialmente los costos crecientes de transacción (ver e.g. Parks, 1974)
Debe precisarse lo siguiente: los bienes durables son aquellos que tienen un comportamiento peculiar y que son los bienes cuyo precio es relativamente alto en comparación con el ingreso del consumidor, en este caso la demanda fluctúa considerablemente de acuerdo a los ingresos actuales y anticipados de los consumidores. Por lo cual el proceso de compra es más largo de lo habitual y requiere ser mucho más cuidadoso que en el caso de los bienes de consumo no duraderos y se apela casi como regla general al financiamiento (ver e.g. Senate Subcommittee on Antitrust and Monopoly, 1956; Parks, 1974; Castro, 1983).
Es por ello, que para afrontar la adquisición de un bien duradero (que por lo general tienden a estar fuera del alcance de las familias), las mismas pueden ahorrar para luego comprar, o comprar a plazos, lo que significa comprar más caro, porque al precio del bien hay que sumarle el tipo de interés (ver e.g. Castro, 1983).
Pesando y Yatchew (1977) demuestran que la tasa de interés real es relevante en la determinación de la demanda de bienes de consumo duradero y no así, la tasa de interés nominal. Esta idea es reforzada por Mankiw (1985) afirmando que uno de los canales por el que las tasas de interés reales afectan a la demanda agregada, es el gasto del consumidor en bienes durables, quienes son muy sensibles a los cambios de la mencionada variable.
La durabilidad de tales bienes hace que el inventario o existencia de los mismos sea relativamente grande en comparación con la producción que llega al mercado: ello implica que no hay un flujo regular de ventas como en el caso de los productos perecederos o de menor precio. Por tal motivo la demanda de los bienes durables se ve mucho más afectada por los ciclos económicos y el estado general de la economía que lo que ocurre para el caso de los bienes no durables.
Por último, es conveniente resaltar el hecho de que los bienes duraderos presentan una demanda más elástica a corto plazo que a largo plazo. Esto se debe, a que la cantidad total de cada uno que poseen los consumidores es superior a la producción anual, por lo cual una pequeña variación porcentual del inventario total de lo que desean tener los consumidores puede dar como resultado una gran variación porcentual en el nivel de compra (ver e.g. Pindyck y Rubinfeld, 2001).

## Formas de resolver el problema de bienes durables
Obsolescencia planeada.
Obsolescencia es la caída en desuso de algunos productos motivada por la falta de funcionalidad en comparación con las nuevas tecnologías incluidas en el mercado.
Obsolescencia viene de "obsoleto" o lo que es lo mismo, fuera de moda y/o de uso.
La obsolescencia programada es la vida útil que le da una fábrica o empresa a un producto, cuando pase este periodo de vida útil el producto se volverá obsoleto, inútil.
Esto se creó para que el consumidor se viera obligado a adquirir un producto nuevo igual o similar. La mayoría de los productos están “programados para morir”,  y muchas veces cuando estos dispositivos mueren es más económico adquirir uno nuevo que reparar el que ya tenemos.
La obsolescencia programada asegura una gran demanda, por lo tanto las empresas tienen más beneficios y una continua oferta. Esto influye de gran manera en el desarrollo de la economía.
La obsolescencia programada afecta de varias maneras a los consumidores, de manera económica y de manera psicológica, entramos en un ciclo, comprar, usar, tirar, comprar, usar, tirar y llegamos a desear productos que no necesitamos.
Nuevas versiones.
Los productos, aunque sigan funcionando, se quedan muchas veces desfasados, siendo incompatibles con nuevas versiones de nuevos programas o aplicaciones o no teniendo las últimas incorporaciones del mercado, esas que los consumidores desean de forma decidida. Con la ropa, son las modas y los ritmos acelerados de producción los que crean la presión para hacerse con nuevos productos y deshacerse de los viejos.
A estas razones se le puede sumar un concepto más, que podría ser la envidia al consumo o quizás una suerte de carrera por el “yo más”. Los expertos lo llaman el principio  de la negligencia comparativa.
Innovación del producto.
Una innovación de producto consiste en la introducción en el mercado de un bien o un servicio nuevo o sensiblemente mejorado con respecto a sus características básicas, especificaciones técnicas, software incorporado y otros componentes intangibles, finalidades deseadas o prestaciones. La innovación debe ser nueva para el establecimiento. No es necesario que sea nueva en el mercado.
No importa que la innovación haya sido desarrollada por su establecimiento o por otro Sin embargo, la mera venta de innovaciones completamente producidas y desarrolladas por otros establecimientos no debe ser tenida en cuenta. Los cambios de naturaleza únicamente estética no quedan incluidos.